# Experimentele rock

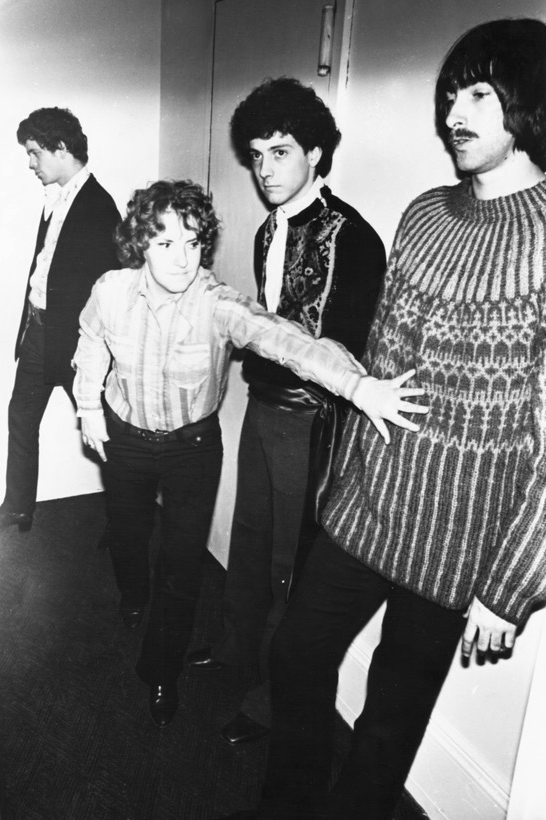
The Velvet Underground

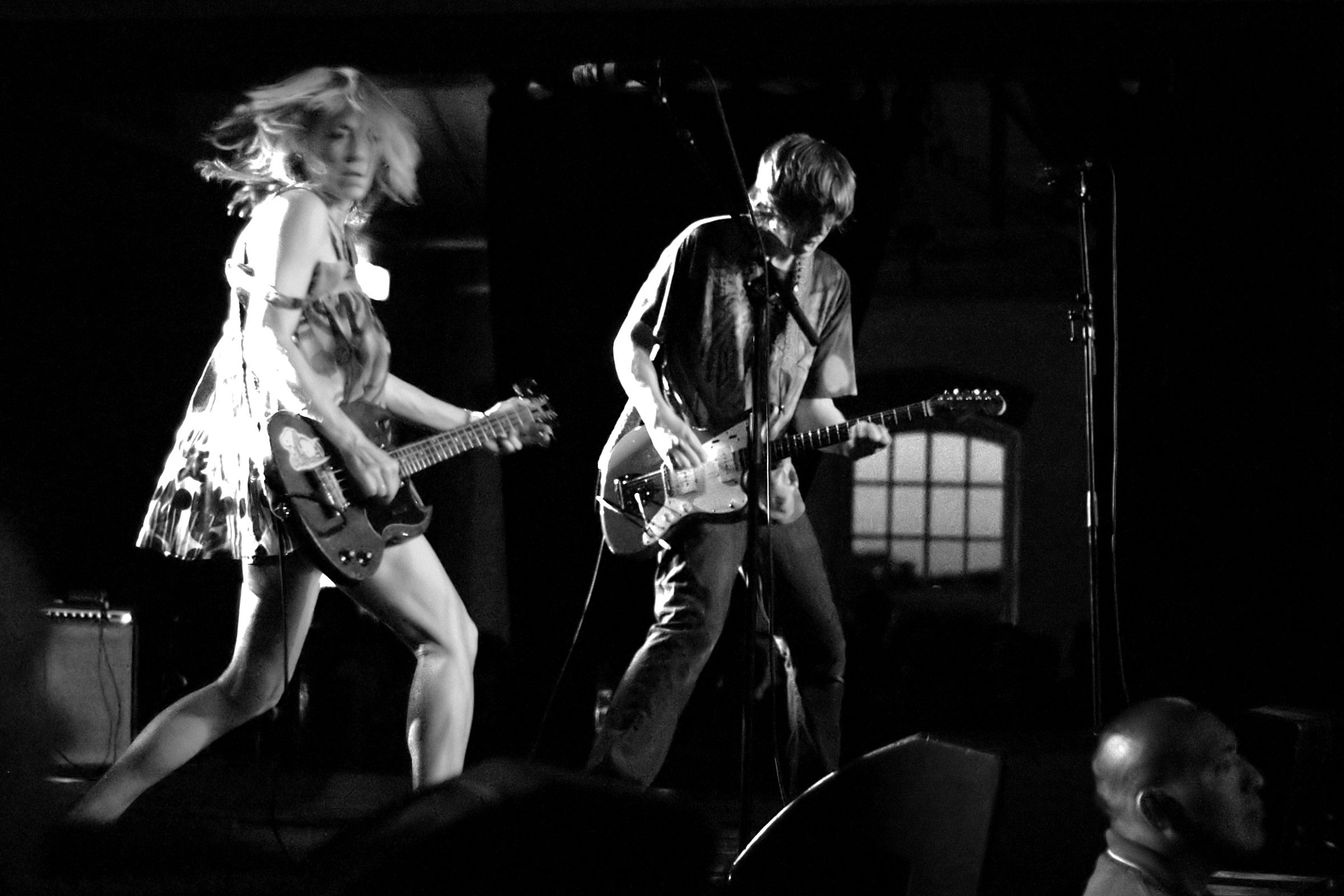
Sonic Youth

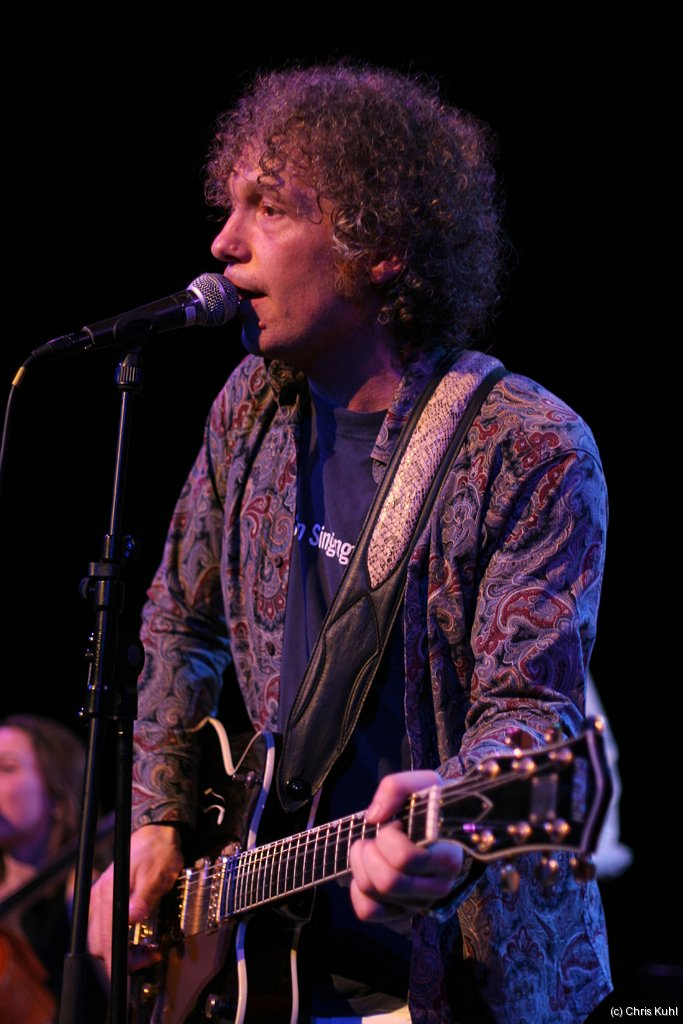
Spinvis

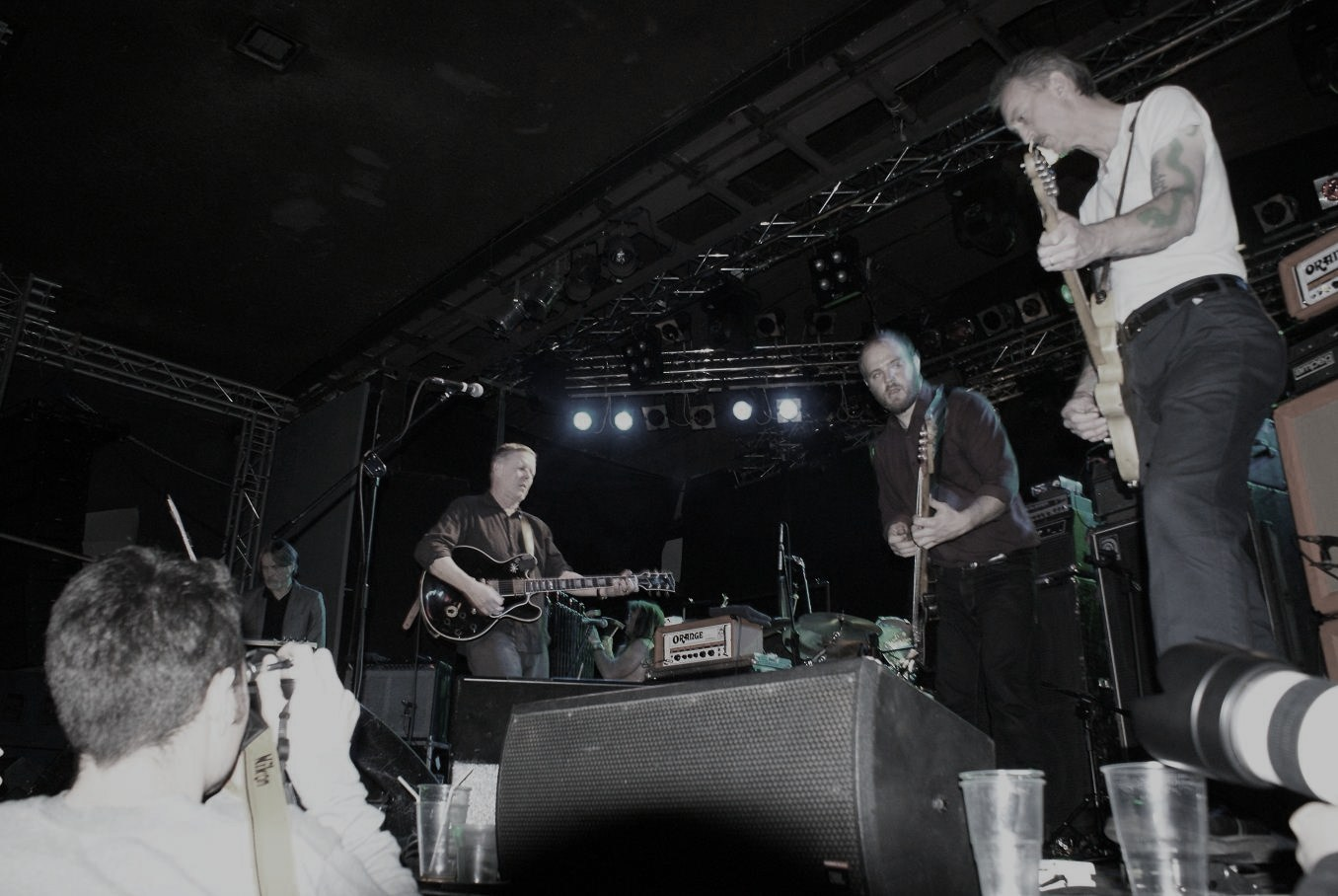
Swans

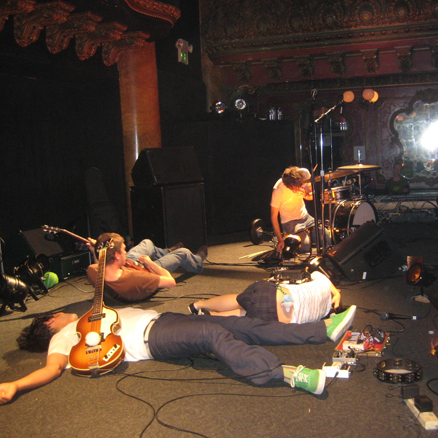
Deerhoof

Experimentele rock (of avantrock) is een rock georiënteerde kunstmuziek die experimenteert met de basiselementen van het genre en welke de grenzen verschuift van wat gebruikelijk is voor composities en speltechnieken.

## Geschiedenis

### Psychedelische rock
De stroming kwam op gang midden jaren zestig met rockacts als The Velvet Underground, Frank Zappa, Captain Beefheart, Jimi Hendrix en Pink Floyd. Enerzijds beïnvloed door jazzmusici als John Coltrane en Sun Ra en anderzijds avant-gardecomponisten als John Cage en Karlheinz Stockhausen begonnen bands vaste stramienen te doorbreken met andersoortige muzikale vormen. 

### Progressieve rock
In de jaren zeventig ontstond vanuit Duitsland de krautrock. Ook in die jaren werd Brian Eno een toonaangevend producent. Een toonaangevende band die tot de progressieve rock gerekend wordt is King Crimson rond gitarist Robert Fripp.

### Protopunk
New York had een aantal bands die experimenteel ingesteld waren en later navolging zouden krijgen in de punk en de new wave, zoals New York Dolls, Television en later Patti Smith en Talking Heads.

### No Wave
No wave was een kortstondige maar zeer invloedrijke variant van punk in de late jaren 1970 en vroege jaren 1980. De belangrijkste no wave-artiesten kwamen uit de Lower East Side in New York. De term no wave heeft twee betekenissen: enerzijds verwijst het naar de experimentaliteit van het genre (no wave behoorde tot geen enkele andere stijl), anderzijds is het een woordspelletje waarmee de commercialiteit van het populaire new wave-genre werd verworpen. Parallel aan de No Wave waren Nick Cave, Cabaret Voltaire, Einstürzende Neubauten en Throbbing Gristle actief in Europa.

### Noise rock
Noise rock is een genre van indierock en punkrock georiënteerde kunstmuziek dat wordt gekenschetst door de Engelse naam: noise betekent ruis. Het is een moeilijk te beluisteren muziekstijl waarbij wordt gezondigd tegen alle regels die doorgaans in popmuziek gelden. De oorsprong ligt in de punk en de modern klassieke stroming noise.

### Indierock
Indie is een verzamelnaam die wordt gebruikt voor muziek die zich over het algemeen laat karakteriseren door haar houding: een afkeer van commerciële muziek en een voorliefde voor het experiment. De naam komt van het Engelse woord independent, wat onafhankelijk betekent. Indie kan vrij divers zijn, van ambient tot heavy metal, maar meestal bedoelt men met de naam een subgenre uit de alternatieve rock, zogenaamde indierock, die bekend werd door bands als Pixies, Pavement en Sonic Youth. Door bands als Mudhoney en Nirvana ontstond hieruit het genre grunge.

### Lo-Fi
Begin jaren negentig werd de Lo-Fi-stroming populairder door de komst van de relatief goedkope porta 4-sporencassetterecorders. Plotseling was het voor veel muzikanten mogelijk om gewoon thuis in plaats van in een dure studio  muziek vast te leggen. Bekendste namen zijn Guided by Voices, Sebadoh, Beck, John Frusciante en in Nederland Spinvis.

### Postrock
Halverwege jaren negentig ontstond de postrock. Postrock is vaak instrumentaal en heeft lang uitgerekte composities, afwijkend van het couplet-refrein-couplet principe. Het kan gezien worden als een reactie tegen de Grunge, Stonerrock en Nu-metal, weliswaar als indierock gepresenteerde alternatieve muziek, maar in werkelijkheid door de creatieve interventie van de grote platenmaatschappijen steeds meer vervlakt tot formulistische mainstream gitaarrock.

### Postpunk
Rond de eeuwwisseling ontstaat er een herwaardering voor de vroege jaren 80 rock, de postpunk. Experimentele exponenten van deze stroming zijn Liars, The Rapture, Yeah Yeah Yeahs.

### New Weird America
Rond 2000 ontstond er gelijktijdig met de postpunkrevival de New Weird America stroming die experimentele muziek op eclectische wijze vermengd met folk. Bands Animal Collective, The Dodos, Yeasayer, Miracle Fortress, The Luyas, These Are Powers.

## Tijdlijn experimentele rock

### Experimentele rockbands in Nederland
- Avec-A
- The Ex
- Zoppo
- Vuigtuig